# Lucaya
Lucaya is een geslacht van kreeftachtigen uit de klasse van de Malacostraca (hogere kreeftachtigen).

## Soort
- Lucaya bigelowi Chace, 1939